# Zpětná vazba s automatickým opakováním
Zpětná vazba s automatickým opakováním (anglicky Automatic Repeat reQuest nebo Automatic Repeat Query, ARQ) je souhrnný název pro různé metody detekce a korekce chyb používané při přenosu dat, které pro zajištění spolehlivého přenosu dat nespolehlivým kanálem používají kladná potvrzení a časové prodlevy.
Příjemce indikuje zasláním kladného potvrzení, že bezchybně přijal datový rámec nebo paket. Pokud odesilatel neobdrží potvrzení než uplyne časová prodleva, musí odesilatel příslušný datový rámec nebo paket vyslat znovu. Počet opakování pro každý rámec nebo paket je omezený, a pokud se dosáhne maximálního počtu opakování, ohlásí se chyba komunikace.
K protokolům používajícím ARQ patří:
- Jednotlivé potvrzování (anglicky Stop-and-wait ARQ), ve které se po vyslání každého rámce čeká na potvrzení.
- Kontinuální potvrzování umožňující odeslat více rámců bez přijetí potvrzení, které lze dále rozdělit:
  - Opakování s návratem (anglicky Go-Back-N ARQ), kde se opakuje nejen chybně přenesený rámec, ale i všechny rámce odvysílané po něm a zatím nepotvrzené.
  - Selektivní opakování (anglicky Selective Repeat ARQ), při němž příjemce sděluje, které rámce se nepodařilo přijmout, a odesilatel opakuje pouze tyto rámce.

Poslední dvě uvedené varianty obvykle používají nějakou variantu protokolu s posuvným okénkem pro omezení objemu dat, který může odesilatel vyslat bez přijetí potvrzení.
ARQ protokoly obvykle patří do linkové nebo transportní vrstvy referenčního modelu OSI.
Existuje několik patentů pro používání ARQ pro live video contribution. Jedná se o prostředí vyžadující vysokou propustnost, ve kterém se používají záporná potvrzení pro snížení režie.

## Příklady
Protokol TCP používá variantu opakování s návratem pro zajištění spolehlivého přenosu dat nad protokolem IP, který spolehlivé doručování paketů neposkytuje.
Protokol HDLC používá pro opravu chyb opakování s návratem; může používat i selektivní opakování, pokud je obě komunikující strany implementují.
ITU-T standard G.hn umožňuje vytváření vysokorychlostních (až 1 Gbit/s) lokálních sítí s využitím stávající kabeláže (elektrických vedení, telefonních linek a koaxiálních kabelů), a pro zajištění spolehlivého přenosu zarušenými přenosovými kabely používá Selektivní opakování.